# Lalla Mariam Bint Moulaye Idriss
Lalla Mariam Bint Moulaye Idriss, لالة مريم بنت مولاي مريم en árabe, (Aiún el Atrús, 1957) es una política mauritana. 

## Trayectoria
Comenzó sus estudios en su ciudad natal y los prosiguió en Nuakchot, donde obtuvo un doctorado en ingeniería financiera.
En 1987, el presidente Maaouya Ould Sid'Ahmed Taya, con la intención de corregir los innumerables errores de gestión cometidos en el pasado según sus propias palabras, nombró a Idriss directora adjunta de su gabinete en el que participaron otras dos mujeres, Khadijatou Bint Ahmed como ministra de minas e industria, que se convirtió en la primera mujer secretaria del gabinete en la historia del país y N'Deye Tabar Fall como secretaria general del Ministerio de Salud y Asuntos Sociales. Idriss desempeñó este cargo hasta 1995. A partir de 2007, dirigió el Conseil d'administration de l'Agence mauritanienne d'information, la agencia oficial de información de Mauritania. Tras más de veinte años de carrera al servicio del gobierno, se presentó a las elecciones presidenciales de 2014, en las que fue la única candidata mujer. Su plataforma se centró principalmente en brindar mayor visibilidad a los problemas que afectan a las mujeres en Mauritania. Durante la campaña, admitió que la transparencia total era imposible de lograr debido a las restricciones de la sociedad mauritana y la influencia de los ancianos tribales en el sistema político. Finalmente, quedó en último lugar en las elecciones, en las que se presentó como Candidata independiente. Idriss está casada y tiene cuatro hijos. 